# Práce (fyzika)
Práce ve fyzikálním smyslu vyjadřuje dráhový účinek působení síly na těleso nebo na silové pole, při kterém dochází k pohybu nebo deformaci tohoto tělesa resp. ke změně rozložení potenciální energie v silovém poli.
Konáním práce (prací jakožto fyzikálním dějem) se uskutečňuje přeměna energie z jednoho druhu na jiný (včetně přenosu z jednoho tělesa na druhé). Práce jakožto fyzikální veličina je mírou této přeměněné energie; v koherentních soustavách jednotek (jako je soustava SI) udává přímo její velikost.
Podle druhu působící síly se rozlišuje mechanická práce, práce elektromagnetického pole, práce gravitačního pole, ap.
Velikost mechanické práce jako fyzikální veličiny lze v nejjednodušším mechanickém případě vypočítat jako součin velikosti složky síly ve směru pohybu a dráhy, po které se tuhé těleso posunulo (neuvažujeme tedy rotaci ani deformaci).

## Práce jako fyzikální veličina
Práce je také fyzikální veličina s rozměrem a jednotkou stejnými jako energie. Velikost práce souvisí se změnou energie – je rovna velikosti přeměněné/předané energie (neuvažujeme-li v makroskopickém popisu přestup tepla při termodynamických jevech a relativistickou klidovou energii).

### Značení a jednotky
- Symbol veličiny: W (angl. work), popř. A (něm. Arbeit)
- Hlavní jednotka v soustavě SI: joule , J=kg·m²·s−2, značka jednotky: "J"
- Často používané násobky a díly, např.: kilojoule "kJ" (103 J), megajoule "MJ" (106 J), gigajoule "GJ" (109 J)
- Další praktické (vedlejší) jednotky: elektronvolt, značka "eV", 1 eV = 1,602 176 634×10−19 J (přesně)[1] , kilowatthodina (1 kWh=3,6 MJ přesně).
- V soustavě CGS byl jednotkou energie erg, 1 erg=g.cm·s−1=10−5 J

### Výpočet
Ve většině případů lze konání práce popsat působením síly na pohybující se elementární hmotný objekt (částici, element objemu tělesa), tedy jako mechanickou práci konanou na hmotný bod. Při výpočtu práce se vychází z tzv. elementární práce, tedy práce, kterou síla {\displaystyle {\boldsymbol {F}}} vykoná na nekonečně krátkém úseku trajektorie. Elementární práci lze vyjádřit jako diferenciál, který je představován součinem síly {\displaystyle {\boldsymbol {F}}} a elementu dráhy {\displaystyle \mathrm {d} {\boldsymbol {s}}}, tzn.
{\displaystyle \mathrm {d} W={\boldsymbol {F}}\cdot \mathrm {d} {\boldsymbol {s}}}
Hodnotu práce lze pak získat integrací elementárních prací podél dráhy pohybu, tedy
{\displaystyle W=\int _{s_{1}}^{s_{2}}{\boldsymbol {F}}\cdot \mathrm {d} {\boldsymbol {s}}=\int _{t_{1}}^{t_{2}}{\boldsymbol {F}}\cdot {\boldsymbol {v}}\,dt=\int _{s_{1}}^{s_{2}}F\cos \alpha \,\mathrm {d} s=\int _{s_{1}}^{s_{2}}F_{t}\,\mathrm {d} s},
kde {\displaystyle \alpha } je úhel mezi působící silou (v daném bodě) a tečnou trajektorie. Síla nulová, působící na nepohyblivé těleso nebo působící kolmo ke směru pohybu tedy žádnou mechanickou práci nekoná.
Výpočet pro složitější případy (makroskopické těleso, otáčivý pohyb, deformace) je uveden u mechanické práce.
Při výpočtu daného druhu práce jsou dosazovány veličiny charakterizující dané silové působení (viz např. práce elektrického pole, práce magnetického pole). Vždy však platí, že elementární práce je součinem intenzivní veličiny („zobecněné síly“) a elementární změny extenzivní veličiny („zobecněné dráhy“).
Je-li {\displaystyle \xi _{i}\,} i-tá zobecněná síla podílející se na práci systému a {\displaystyle X_{i}\,} jí příslušející zobecněná dráha, lze příspěvek k elementární práci zapsat vztahem:
{\displaystyle \mathrm {d} W_{i}=\xi _{i}\cdot \mathrm {d} X_{i}}

### Vztah kvýkonu
Práci vykonanou na daném systému lze také získat ze znalosti časového průběhu dodávaného okamžitého výkonu P.
Protože tento výkon je definován vztahem
{\displaystyle P={\frac {\mathrm {d} W}{\mathrm {d} t}}}, platí také obrácený vztah
{\displaystyle W=\int _{t_{1}}^{t_{2}}P(t)\mathrm {d} t}, kde t1 a t2 jsou časy, mezi kterými se práce uskutečnila.
Pro konstantní výkon lze vztah zjednodušit (τ je doba konání práce):
{\displaystyle W=P\tau }.

### Chemická práce
Chemická práce představuje zobecnění pojmu práce pro termodynamické systémy s proměnným množstvím molekul daného druhu, tedy ve kterých probíhají chemické reakce. I pro takového systémy se definují různé druhy práce (zejména objemová práce, ale také práce spojené s deformací, s elektrickou polarizací, magnetizací apod.) Ve vztazích pro termodynamické potenciály však vystupují další členy s rozměrem energie, které souvisejí právě se změnami počtu částic jednotlivých složek systému, tedy s probíhajícími chemickými reakcemi. Ty je zvykem nazývat chemickou prací.
Tak jako u ostatních druhů lze elementární práce vyjádřit jako součin intenzivní veličiny a elementární změny extenzivní veličiny. Intenzivní veličinou je v tomto případě zpravidla chemický potenciál i-té složky {\displaystyle \mu _{i}\,} a odpovídající extenzivní veličinou charakterizující množství složky její látkové množství {\displaystyle n_{i}\,}:
{\displaystyle \mathrm {d} W_{i}=\mu _{i}\cdot \mathrm {d} n_{i}}